# LIVING DAYLIGHTS
「LIVING DAYLIGHTS」（リヴィング・デイライツ）は、TWO-MIXの9枚目のシングルである。1997年11月21日にキングレコードから発売された。

## 概要
表題曲の「LIVING DAYLIGHTS」は、テレビ朝日系「NBA FAST BREAK」エンディングテーマ。 
カップリングの「BREAK」は、よみうりテレビ・日本テレビ系全国ネットアニメ『名探偵コナン』第82話「人気アーティスト誘拐事件（後編）」の挿入歌で、TWO-MIXのライブシーンに「WHITE REFLECTION」のPVと同じ衣装をしたTWO-MIXとコナンを含めた少年探偵団と一緒に歌っている。アルバム『FANTASTIX』では、イントロのベースソロ部分を延長し独立させた「BEAT "BREAK"」と「BREAK」を分けて収録されている他、どちらもシングル版とは若干ミックスが異なっている。また、アルバムの『BEAT "BREAK"』となっている部分のイントロが冒頭の2秒以とアルバムの「BREAK」イントロ前の6秒以外省略され、永野椎菜によるタイトルコールが追加され、アルバムの「BREAK」のイントロになっている。
8cmCDの規格に収録しきれないため、「BREAK」だけOriginal Karaokeではなく、イントロを若干カットしたOriginal Instrumentalとなっている。

## 制作
漫画『名探偵コナン』の作中にTWO-MIXが登場し、事件に巻き込まれるエピソードを原作者の青山剛昌が構想し、「その事件の謎を解くキーワードを含めた歌詞を書いてくれないか」と永野椎菜のもとに依頼が来たため、楽曲を制作した。それをTWO-MIXの楽曲として発表するにあたり、歌詞を書き直したものが本作である。また、当該エピソードが1997年11月17日と11月24日に放送された「人気アーティスト誘拐事件」としてアニメ化されるにあたり、青山に提供した歌詞に曲を付けた音源も作成され、実際にアニメ内や、当時TWO-MIXがパーソナリティを務めていたラジオ番組でオンエアされた。なお、本作は「人気アーティスト誘拐事件」の前編と後編の間に発売されている。
本作とデモテープ版は構成や編曲が若干異なっている。デモテープ版は本作発表の約5年後の2002年に発売されたCD BOX『TWO-MIX COLLECTION BOX 〜Categorhythm〜』に収録された。

## 収録曲
| 全作詞: 永野椎菜、全作曲: 高山みなみ、全編曲: TWO-MIX。 |                                        |          |            |      |
| #                                                       | タイトル                               | 作詞     | 作曲・編曲 | 時間 |
| 1.                                                      | 「LIVING DAYLIGHTS」                   | 永野椎菜 | 高山みなみ | 5:57 |
| 2.                                                      | 「BREAK」                              | 永野椎菜 | 高山みなみ | 5:15 |
| 3.                                                      | 「LIVING DAYLIGHTS」(Original Karaoke) | 永野椎菜 | 高山みなみ |      |
| 4.                                                      | 「BREAK」(Original Instrumental)       | 永野椎菜 | 高山みなみ |      |

## リリース履歴
| No. | 日付           | レーベル             | 規格  | 規格品番 | 最高順位 | 備考 |
| --- | -------------- | -------------------- | ----- | -------- | -------- | ---- |
| 1   | 1997年11月21日 | キングレコード / KMW | 8cmCD | KIDS-359 | 16位     |      |

## 収録作品
| 曲名             | バージョン                                      | 収録アルバム                                | 発売日         | 備考                                                              |
| ---------------- | ----------------------------------------------- | ------------------------------------------- | -------------- | ----------------------------------------------------------------- |
| LIVING DAYLIGHTS | Original                                        | 『FANTASTIX』                               | 1997年3月13日  |                                                                   |
| LIVING DAYLIGHTS | Original                                        | 『SUPER BEST FILES 1995〜1998』             | 1998年12月21日 |                                                                   |
| LIVING DAYLIGHTS | Original                                        | 『20010101』                                | 2001年1月1日   |                                                                   |
| LIVING DAYLIGHTS | Original                                        | 『TWO-MIX COLLECTION BOX 〜Categorhythm〜』 | 2002年11月20日 |                                                                   |
| LIVING DAYLIGHTS | Original                                        | 『TWO-MIX パーフェクト・ベスト』            | 2011年6月8日   |                                                                   |
| LIVING DAYLIGHTS | Original                                        | 『TWO-MIX 25th Anniversary ALL TIME BEST』  | 2021年2月10日  |                                                                   |
| LIVING DAYLIGHTS | LIVING DAYLIGHTS PURE                           | 『FANTASTIX II』                            | 1998年3月4日   |                                                                   |
| LIVING DAYLIGHTS | Orchestra ver.                                  | 『Baroque Best』                            | 1998年11月26日 | Orchestra Arrange: 天野正道 Orchestra: Les Solistes de Versailles |
| LIVING DAYLIGHTS | DETECTIVE CONAN TV SPECIAL VERSION DEMO EDITION | 『TWO-MIX COLLECTION BOX 〜Categorhythm〜』 | 2002年11月20日 |                                                                   |
| BREAK            | Original                                        | 『TWO-MIX パーフェクト・ベスト』            | 2011年6月8日   |                                                                   |
| BREAK            | Original                                        | 『TWO-MIX 25th Anniversary ALL TIME BEST』  | 2021年2月10日  |                                                                   |
| BEAT "BREAK"     |                                                 | 『FANTASTIX』                               | 1997年3月13日  |                                                                   |
| BEAT "BREAK"     | 『20010101』                                    | 2001年1月1日                                |                |                                                                   |
| BEAT "BREAK"     | 『TWO-MIX COLLECTION BOX 〜Categorhythm〜』     | 2002年11月20日                              |                |                                                                   |
| BREAK            | Album ver.                                      | 『FANTASTIX』                               | 1997年3月13日  |                                                                   |
| BREAK            | Album ver.                                      | 『20010101』                                | 2001年1月1日   |                                                                   |
| BREAK            | Album ver.                                      | 『TWO-MIX COLLECTION BOX 〜Categorhythm〜』 | 2002年11月20日 |                                                                   |

## カバー
| 曲名             | アーティスト | 収録アルバム                              | 発売日        | 備考                            |
| ---------------- | ------------ | ----------------------------------------- | ------------- | ------------------------------- |
| LIVING DAYLIGHTS | Machico      | 『TWO-MIX Tribute Album "Crysta-Rhythm"』 | 2022年7月27日 | TWO-MIXのトリビュート・アルバム |